# Référendum constitutionnel guinéen de 2020
Le référendum constitutionnel guinéen de 2020 a lieu le 22 mars 2020 en Guinée afin que la population se prononce sur l'adoption d'une nouvelle constitution proposée par le président Alpha Condé.
Le référendum est un projet de longue date du président Condé. En remettant à zéro les limites du nombre de mandats présidentiel, cette nouvelle constitution lui permettrait en effet de se présenter pour un troisième mandat, un projet auquel s'oppose la société civile.
La nouvelle constitution est approuvée par 89,76 % des votants, pour un taux de participation de 58,27 %, au cours d'un scrutin marqué par les violences entre manifestants et forces de l'ordre.

## Contexte

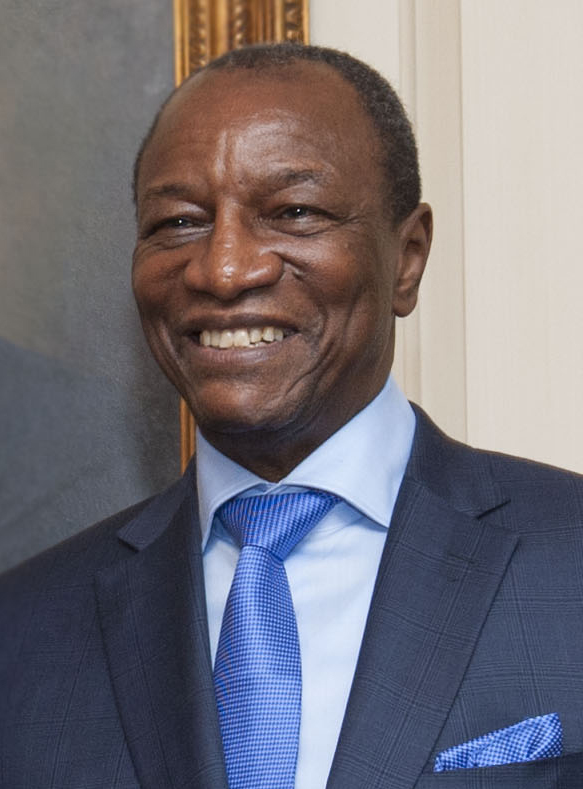
Alpha Condé

Les élections législatives guinéennes de 2020 sont reportées à de multiples reprises depuis septembre 2019 par le gouvernement du président Alpha Condé, qui cherche à organiser une modification de la constitution par voie parlementaire ou référendaire. Le projet est cependant décrié par l'opposition, qui y voit une tentative de la part du président de supprimer la limite constitutionnelle l’empêchant d'effectuer un troisième mandat.
Condé se retrouve ainsi confronté à une fronde de l'opposition et de la société civile regroupée au sein du Mouvement du Front National pour la Défense de la Constitution, notamment après la fuite d'une vidéo début septembre 2019 dans laquelle il annonce devant un cercle de partisans que ceux-ci doivent se tenir prêts pour un référendum constitutionnel à venir. Les manifestations font plusieurs morts dans la capitale Conakry,,.
Le scrutin est une nouvelle fois reporté deux semaines à peine avant la date finalement retenue du 16 février, l'organisation le même jour du référendum constitutionnel voulu par Condé étant annoncé peu après. Ce nouveau report intervient sans surprise, une ordonnance du 29 janvier ayant fixé les dispositions relatives à l'organisation d'un référendum sans que celui-ci ne soit spécifié, augurant d'une mise en œuvre prochaine du projet présidentiel. Le 5 février, un décret en fixe la date au 1er mars. La Cour constitutionnelle, saisie par l'opposition, s'affirme le 18 février incompétente à juger son recours, affirmant ne pouvoir apprécier que la régularité de l'initiative de référendum constitutionnel, et non le contenu du projet de révision.

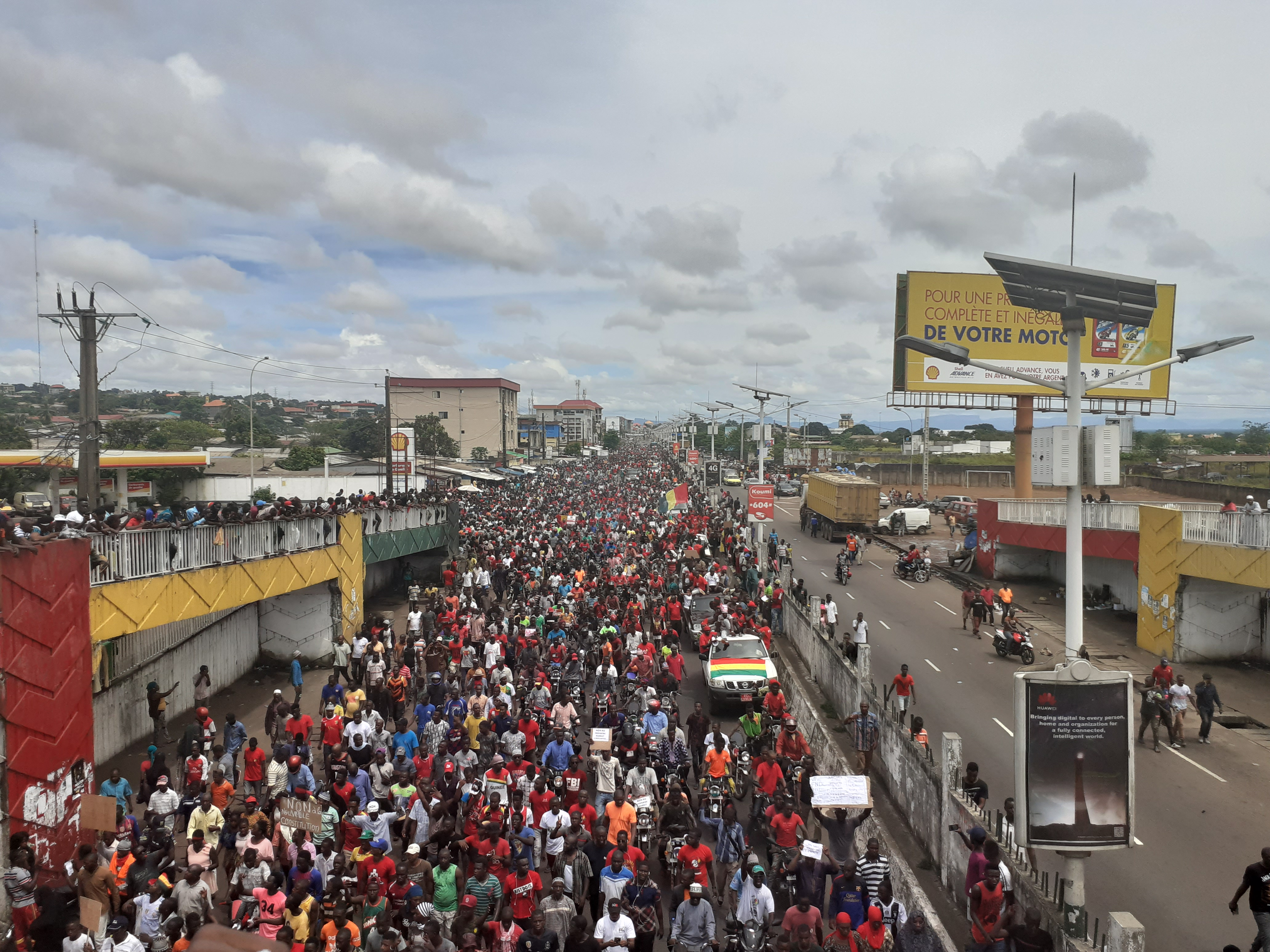
Manifestation du Mouvement FNDC à Conakry en 2019.

Aucune majorité qualifiée ni quorum de participation n'est requis pour valider le résultat du référendum, la majorité absolue des suffrages exprimés suffit. Une période de campagne de quinze jours précède le scrutin. Une campagne de révision des listes électorales donne cependant un total de 8,3 millions d'électeurs inscrits, soit 68 % de la population du pays, un chiffre vivement critiqué par l'opposition, qui accuse le pouvoir de préparer une fraude électorale via un bourrage des urnes. Un audit effectué en 2018 par l'Organisation internationale de la francophonie (OIF) avait révélé que le total des inscrits était déjà passé de 39 % de la population en 2010 à 54 % dix ans plus tard - une augmentation largement due à la Haute-Guinée, bastion d'Alpha Condé -, tout en faisant état de la double inscription de 3,3 millions de personnes, et l'absence de données biométriques pour 1,6 million d'autres. Les nouveaux chiffres de 2020, encore largement en hausse, ont été compilés sans tenir compte des recommandations visant à éliminer ces doublons et ces manquements, poussant l'opposition à appeler au boycott en se rassemblant en un Front National pour la Défense de la Constitution (FNDC). Entre la mi-octobre 2018 et fin février 2020, plus de 30 civils et un gendarme trouvent la mort au cours de manifestations massives émaillés par de graves brutalités policières, tandis que la mise en œuvre répétée de journées « Villes mortes » a un impact direct sur l'économie du pays.

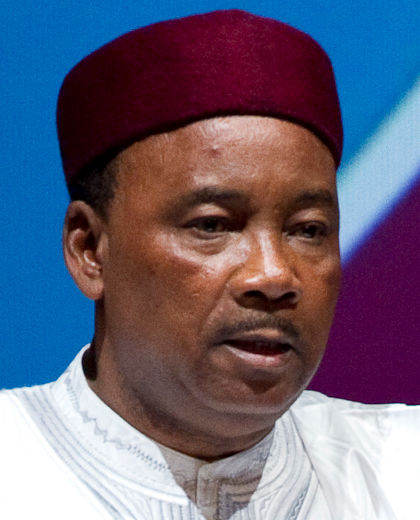
Mahamadou Issoufou

Devant le refus du gouvernement de procéder à un nettoyage du fichier électoral et la montée des tensions, l'OIF retire courant février ses observateurs du scrutin, suivie de l’Union africaine (UA) et de la Communauté économique des États de l'Afrique de l'Ouest (Cédéao). Confronté à la pression de la communauté internationale, Alpha Condé finit deux jours avant le 1er mars par annoncer in extremis le report du double scrutin, afin d'inviter les partenaires internationaux à vérifier le fichier électoral et en obtenir un « consensuel ». Ce report de deux semaines, sans que ne soit précisée une date exacte, est grandement minimisé par le président, qui parle de « léger report », par « responsabilité nationale et sous-régionale » tout en insistant qu'il ne s'agit « ni d'une capitulation ni d'une reculade »,. Le retrait de la Cédéao en particulier aurait pris par surprise Alpha Condé, qui ne s'attendait pas à être « lâché » par ses voisins africains, l'organisation Ouest africaine ayant par le passé fermée les yeux sur bon nombre de scrutins électoraux douteux. Le président nigérien Mahamadou Issoufou, président tournant de la Cédéao à l'origine de ce revirement, est ainsi parvenu à convaincre ses pairs d'annuler la mission d'observation, tout en multipliant les appels téléphoniques à Alpha Condé pour lui demander la révision du fichier électoral, l'inclusion de l'opposition dans le processus électoral et la renonciation à un troisième mandat. L'annonce du report intervient de fait quelques heures après un vif échange entre Alpha Condé et Salou Djibo, haut fonctionnaire de la Cédéao, venu lui signifier que la Cédéao le tiendrait pour responsable si la situation venait à dégénérer.
Les experts de la Cedeao chargés de passer en revue le fichier électoral arrivent dans le pays le 4 mars. Le délai de deux semaines est cependant d'emblée jugé techniquement intenable par l'ensemble des observateurs, qui y voient davantage une porte ouverte par le pouvoir à d'éventuelles négociations. La mission d'expert de la Cédéao rend publiques ses conclusions le 11 mars. Sur 7 764 130 électeurs inscrits sur les listes électorales révisées, 2 438 992 le sont notamment sans aucune pièce justificative, une situation non conforme au code électoral guinéen, ce qui amène les experts à  « recommander vivement » leur retrait, de même que l'examen des cas de doublons et d'inscrits dont la date de naissance est erronée. Le même jour, le président de la Commission électorale nationale indépendante, Amadou Salifou Kébé, reconnait que les scrutins n'auront pas lieu dans le délai de deux semaines annoncé par le président. La veille du délai maximum de deux semaines devant s'achever le 15 mars, Alpha Condé fixe finalement par décret le double scrutin au dimanche 22 mars, tout en chargeant la Ceni d'effectuer les modifications préconisées des listes électorales, ce qu'elle fait deux jours plus tard, fixant à 5 325 137 le nombre d'inscrits,.

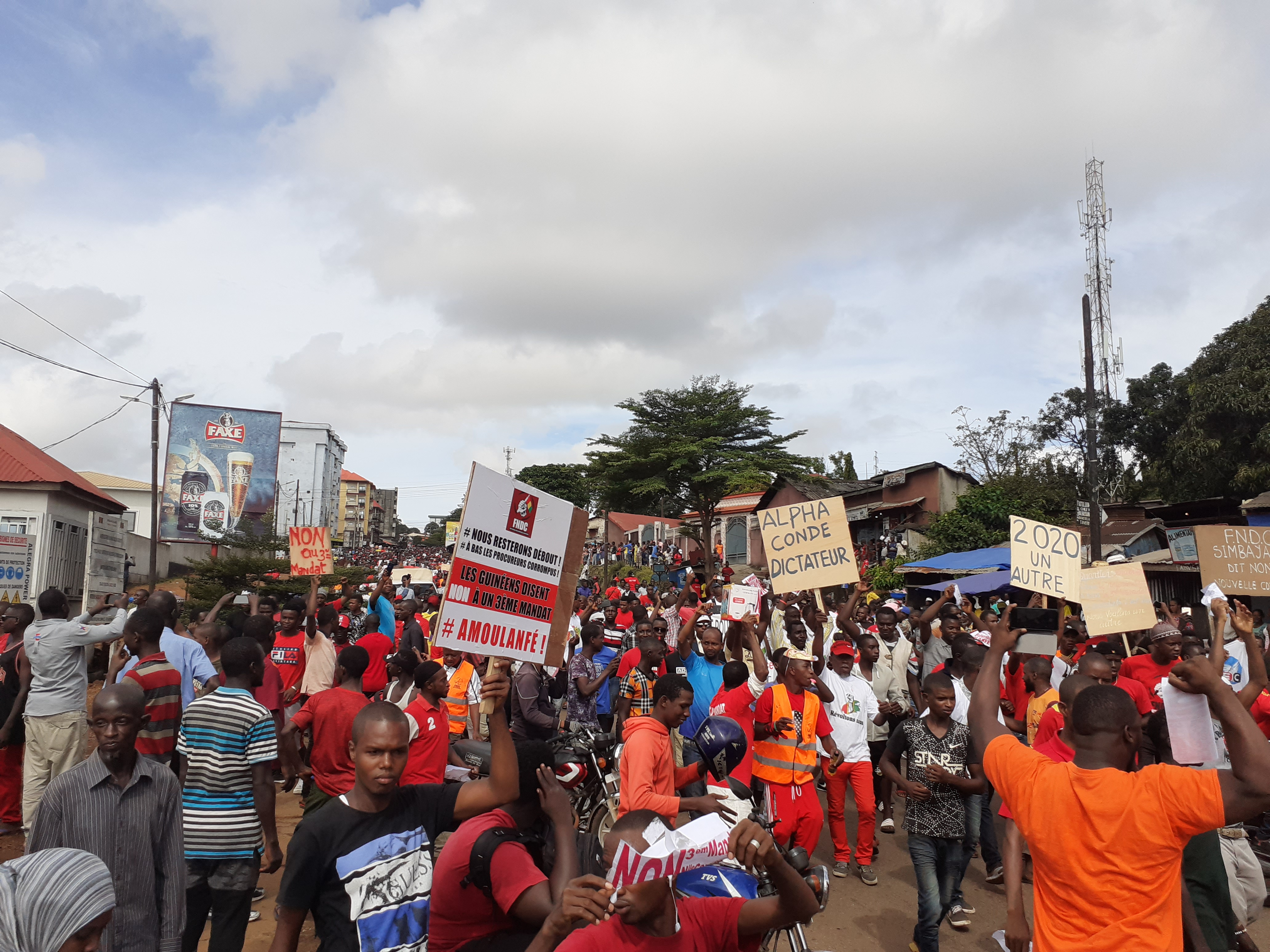
Manifestants contre le référendum à Conakry.

La venue d'une délégation de haut niveau de la Cédéao est alors prévue pour tenter une conciliation de dernière minute. Conduite par plusieurs chefs d'États africains de la Cédéao dont son président en titre Mahamadou Issoufou ainsi que ses homologue ivoirien Alassane Ouattara, et nigérian, Muhammadu Buharides, poids lourds régionaux, la délégation est cependant annulée en raison de la propagation de la pandémie de Covid-19 dans la sous-région. Cette dernière est néanmoins perçue comme un prétexte, les chefs d'États voisins ayant déjà perçu le caractère inflexible de la décision d'Alpha Condé d'organiser le double scrutin, et jugé le déplacement inutile.  Leur décision, qui laisse le champ libre au président, fait l'effet d'une douche froide pour l'opposition, qui réitère par conséquent les appels faits depuis plusieurs mois à non seulement boycotter ces scrutins mais également à empêcher physiquement leur tenue en saisissant le matériel électoral des bureaux de vote. Le 16 mars, Alpha Condé signe un décret augmentant la solde des militaires de 20 %,. En l'absence de dialogue entre le gouvernement et l'opposition visant à la tenue d'élections inclusives, l'Union européenne, l'Organisation internationale de la Francophonie, l'Union Africaine et la Cédéao maintiennent le retrait de leurs observateurs.
Une polémique nait également autour de la décision de maintenir les scrutins en pleine crise sanitaire alors même que la Guinée, touchée par plusieurs cas de malades du coronavirus sur son sol, décide le 19 mars de fermer ses frontières aux pays ayant eux-mêmes plus de 30 cas. Le gouvernement assure pour autant qu'un nouveau report est exclu, le conseiller du président et Ministre d'État Rachid Ndiaye se faisant forts de citer l'exemple de la France où le premier tour des élections municipales a été maintenu le dimanche précédent malgré une bien plus grande avancée du virus dans le pays. L'opposition juge quant à elle « inhumain » le maintien des opérations électorales dans le contexte épidémiologique, qui conduit les Guinéens à se rassembler aux urnes alors même que les pays africains voisins ferment leurs écoles et lieux de cultes afin d'éviter tout rassemblement,

## Objet
Le référendum porte sur l'adoption d'une nouvelle constitution en lieu et place de celle existante, adoptée dix ans plus tôt. Ses principaux points concernent le renforcement du régime présidentiel déjà en vigueur, dont notamment le nombre et la durée des mandats du président de la République. Une révision constitutionnelle visant à modifier ces deux derniers éléments était explicitement interdite par la constitution de 2010, ce que le vote d'une constitution différente permet à Alpha Condé de contourner,.

### Pouvoirs et mandats présidentiels
La constitution conserve un régime présidentiel avec un pouvoir exécutif fort en la personne du président de la République, élu au scrutin uninominal majoritaire à deux tours. Il nomme et met fin aux fonction du Premier ministre, il dispose du droit de grâce, il conduit la politique extérieure de l’État et il est le chef suprême des armées. Le nouveau texte constitutionnel élargit cependant son pouvoir de nomination et de renvoi à l'ensemble des ministres, et retire au Premier ministre le pouvoir de présider les conseils et réunions interministériels,.
Si le mandat du président n'est toujours renouvelable qu'une seule fois, sa durée passe de cinq à six ans. Les mandats effectués sous la précédente constitution, rendue caduque, ne sont plus pris en compte,. La disposition de l'article 27 de la constitution de 2010, qui énonçait « En aucun cas, nul ne peut exercer plus de deux mandats présidentiels, consécutifs ou non. » est supprimée. Si l'article 158 conserve l'interdiction formelle d'une révision constitutionnelle modifiant le nombre de mandats présidentiel, la durée de ces derniers n'en fait plus l'objet.
Le président peut désormais à sa seule initiative, après consultation du président de l'Assemblée nationale, soumettre à référendum tout projet de loi portant sur l’organisation des pouvoirs publics, la promotion et la protection des droits fondamentaux, l’action économique et sociale de  l'État, ou la ratification d’un traité. Le projet de loi ou de révision constitutionnelle  ne requiert pour être validé que la majorité simple des suffrages, mais doit être soumis à un contrôle préalable de constitutionnalité, l'avis conforme de la Cour constitutionnelle étant obligatoire. 
Un tel avis est également requis dans le cas d'une résolution adoptée par une majorité qualifiée des deux tiers des membres de l'assemblée nationale sur la mise à référendum d'un projet de loi portant sur l’organisation  des  pouvoirs  publics  ou  concernant  les  libertés  et  les droits fondamentaux, à laquelle le président ne peut s'opposer.
Le président de la République peut à tout moment, en cas de désaccord avec l'assemblée nationale sur des questions fondamentales, prononcer la dissolution de celle-ci. La constitution de 2010 lui interdisait de recourir à une dissolution avant la troisième année de la législature en cours, et plus d'une fois par mandat présidentiel. Le président de la République n'est également plus contraint de démissionner si les élections anticipées renvoient à l'Assemblée une majorité de députés en faveur de la position ayant provoqué la dissolution. La durée du mandat de l'assemblée et sa composition reste par ailleurs essentiellement inchangée, les députés étant élus pour cinq ans à raison d'un tiers au scrutin majoritaire, et les deux tiers restant à la proportionnelle, les détails des scrutins utilisés et du nombre de députés étant laissés à la loi électorale. Le parlement reste unicaméral.
Le président de la République nomme le président de la Cour constitutionnelle, auparavant choisi par les membres de la Cour en leur sein. La nomination de ces derniers est également soumise à un simple avis consultatif du Conseil supérieur de la magistrature, et non plus à un avis conforme, c'est-à-dire impératif. La protection physique dont dispose les anciens présidents de la République n'est plus automatique, mais à la discrétion du gouvernement,

### Nouveaux droits
La nouvelle constitution se voit ajoutée de plusieurs nouveaux droits explicitement détaillés qui n'étaient pas présents dans celle de 2010. La parité homme-femme est ainsi affirmée dans l'article 9 comme un « objectif politique et social ». Le gouvernement tout comme chaque assemblée délibérante ne peuvent être composé de plus de deux tiers de membres d'un même genre. De même, l'article 8 interdit explicitement les mutilations génitales féminines.
La peine de mort est abolie par l'article 6. Celle ci avait été retirée du Code pénal en juillet 2016, conduisant à une abolition de facto. Aucune exécution n'avait par ailleurs eu lieu dans le pays depuis 2001,.
L'article 24 instaure l'école obligatoire et gratuite jusqu'à seize ans, et l'article 25 reconnait aux personnes âgées ou handicapées un droit à l'assistance et à la protection de l'État, des collectivités et de la société. L'article 27 fait quant à lui des ressources naturelles du pays un bien commun, celles minières devant être dédiées en partie au développement des collectivités locales.
S'il fixe dans la constitution l'interdiction du mariage des mineurs, l'article 23 introduit en revanche des passages relatifs au mariage pouvant conduire à une restriction de celui-ci aux seuls couples hétérosexuel, en affirmant qu'« À partir de l’âge de 18 ans, l'homme et la femme, sans  aucune restriction de race, de nationalité ou de religion, ont le droit de se marier et de fonder une famille. »,. La constitution de 2010 ne mentionnait quant à elle pas le sexe des époux.

## Déroulement
La population est appelée à voter entre huit et dix-huit heures. De nombreuses violences marquent le scrutin, au cours duquel des bureaux de vote sont attaqués et du matériel électoral incendié, tandis que des heurts ont lieu entre forces de l'ordre et opposants, notamment dans les banlieues et quartiers de la capitale, Conakry. Ces affrontements conduisent à des échanges de tirs qui font dix morts et plusieurs blessés par balles selon l'opposition. Dans le reste du pays, les villes de Mamou, Boké et N’Zérékoré, respectivement dans le centre, l'ouest et le sud est du pays, connaissent des troubles similaires. Le président Alpha Condé vote quant à lui dès le matin dans la capitale, avant de déclarer « espérer que tout se passera dans la paix et la tranquillité et que le peuple guinéen, comme en 1958, montrera sa maturité. », faisant allusion au référendum ayant conduit à l'indépendance. Le dépouillement a lieu à huis clos sous la protection des forces de l'ordre, les bulletins étant acheminés dans des communes rurales éloignées des villes, où se poursuivent les émeutes.

## Résultats
Les résultats proclamés par la Cour prennent en compte un nombre initial de 5 179 600 inscrits pour le calcul du taux de participation. Ce total, qui est d'emblée inférieur de 145 537 électeurs à celui annoncés par la Ceni avant le scrutin, correspond aux 16 302 bureaux de vote initiaux. Un second nombre d'inscrits proclamé correspond à celui obtenu après retrait des 2 821 bureaux de vote annulés pour irrégularités, soit 151 020 électeurs, laissant 13 481 bureaux de vote pris en charge, pour 5 028 580 inscrits. Ce dernier n'est pas pris en compte pour le calcul de la participation.
| Choix                     | Votes     | %     |
| ------------------------- | --------- | ----- |
| Pour                      | 2 663 198 | 89,76 |
| Contre                    | 303 689   | 10,24 |
|                           |           |       |
| Votes valides             | 2 966 887 | 98,36 |
| Votes blancs et invalides | 49 600    | 1,64  |
| Total                     | 3 016 487 | 100   |
| Inscrits annulés          | 151 020   | 2,91  |
| Abstention                | 2 012 093 | 38,85 |
| Inscrits/Participation    | 5 179 600 | 58,24 |

Approuvez vous le projet de nouvelle constitution ?
| Pour 2 663 198 (89,76 %) |  | Contre 303 689 (10,24 %) |
| ▲                        |  |                          |
| Majorité absolue         |  |                          |

## Analyse et conséquence

Pourcentages de votes Pour par préfecture
60–70 % 70–80 % 80–90 % >90 %

Des résultats partiels provisoires portant sur 84,54 % des bureaux de vote sont rapidement publiés par la Ceni, donnant un total de 91,59 % de votes favorables avec un taux de participation de 61,18 %,. L'annonce des résultats est suivi d'un regain de violence, des manifestants érigeant des barricades et brulant des voitures dans la capitale avant l'intervention des forces de l'ordre. Le 3 avril, la Cour constitutionnelle réunie en audience plénière rend publics les résultats définitifs. Ceux ci donnent une légère baisse du total de votes favorables (89,76 %) et de la participation (58,24 %), due à l'annulation des résultats de plusieurs bureaux de vote pour cause d'irrégularités ne remettant par pour autant en cause l'intégrité du scrutin. La cour proclame par conséquent la nouvelle constitution adoptée à la majorité absolue,.
Le Rassemblement du peuple de Guinée-Arc en ciel du président Alpha Condé remporte par ailleurs une large victoire aux élections législatives organisées en même temps que le référendum boycotté par le FNDC. Avec un total de 79 députés sur 114, le président est ainsi assuré de disposer d'une majorité solide lui permettant si besoin de passer sans blocages des lois organiques nécessitant la majorité des deux tiers
La constitution est promulguée le 7 avril 2020. Le président de la Ceni, Amadou Salif Kébé, décède quant à lui du coronavirus dix jours plus tard, suivi du secrétaire général du gouvernement, Sékou Kourouma, et de plusieurs hauts cadres de l’État,. La Guinée connait alors une explosion des cas de Covid-19 du fait du maintien des scrutins pendant la pandémie.